# 萨克森号铁甲舰
萨克森号是德意志帝国海军建造的四艘萨克森级铁甲护卫舰的首舰，以萨克森王国命名。其姊妹舰还包括有巴伐利亚号、符腾堡号和巴登号。萨克森号由斯德丁的伏尔铿船厂承建，自1875年开始架设龙骨、1877年7月21日下水，并于1878年10月21日投入使用。舰只的主炮为六门独立安装在开放式炮座上的260毫米口径箍炮。
萨克森号是帝国海军针对法国或俄国舰队为假想敌，按海岸防御为主要职责而建造。在它的运用生涯中，曾数次参与例行的舰队演习；其中在1901年的最后一次演习中，舰只不慎撞沉了通报舰守望号。翌年，萨克森号被列入预备役，然后自1911年起充当舰队的靶舰。随着德国在第一次世界大战中战败，该舰最终于1919年拆解报废。

## 设计

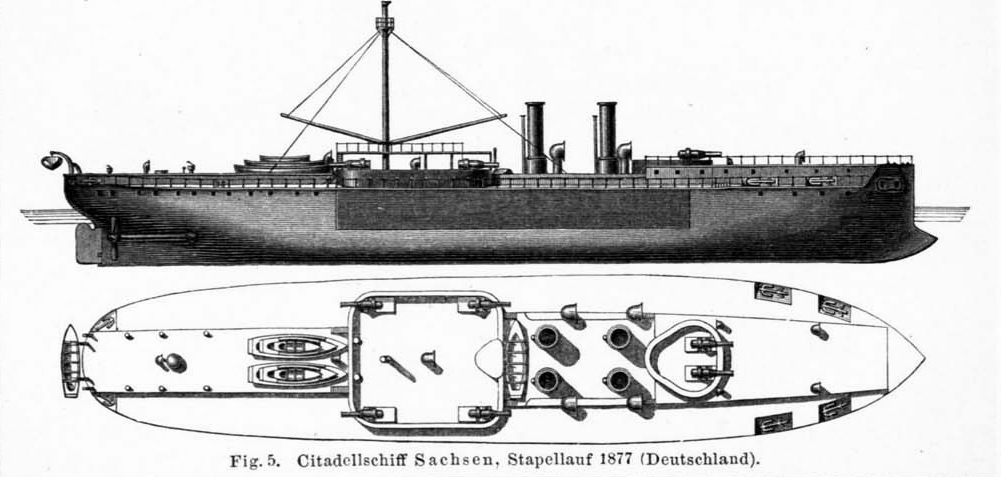
萨克森级舰只示意图

萨克森级铁甲舰是在帝国海军部首任部长、步兵上将阿尔布雷希特·冯·施托施任期内建造的第一批主力舰。施托施支持德国舰队的海岸防御策略，萨克森级便设计用于在设防的港口行动，从而能够出击破坏敌人的封锁线。它们在服役过程中饱受争议，因为批评者指出与早期的铁甲巡防舰相比，这些舰只的适航性差，在巨浪中的横摇倾向严重，并且速度较慢。
萨克森号的全长为98.2米，有18.4米的舷宽和6.32米的前吃水，设计排水量为7677吨。它的推进装置由两台三缸单胀蒸汽机组成，所需的蒸汽是通过八台燃煤迪尔锅炉供给。舰只的最高航速为13.6節（25.2每小時），额定功率为4,917匹公制馬力（4,850匹指示馬力）。其标准船员编制为32名军官及285名水兵，在担任总队旗舰时还可增编7名军官和34名水兵。
萨克森号的主炮为六门260毫米22倍径箍炮，其中两门单座安装在司令塔前方的开放式炮座上，其余四门也以单座安装在舰舯的一个开放式炮座上。竣工时，该舰还配备有六门87毫米24倍径箍炮和八挺37毫米机炮用于防御鱼雷艇。
舰只的装甲由锻铁制成，集中在舰舯部的装甲堡垒。装甲厚度在装甲堡垒为203至254毫米，在甲板则为50－75毫米。炮座装甲为254毫米厚的锻铁，辅以250毫米厚的柚木作背衬。

## 建造
同级的首份规划早在1861年便已制定。规划中的四艘舰只主要用于波罗的海地区的海岸防御。萨克森号最初是由德意志帝国海军以“B号铁甲舰”（Panzerschiff B）为合同代号订购。来自斯德丁的伏尔铿船厂获得了建造合同，自1875年开始架设龙骨，造舰编号为74。由于该厂的造舰速度较获得首份订单的基尔帝国船厂要快得多，萨克森号于1877年7月21日便得以下水，从而出乎意料地成为了这一船级的命名舰。至1878年10月20日，该舰正式建成入役，这是由德意志帝国海军建造的第一艘完全依靠发动机推进的大型铁甲舰。

## 服役历史
入役后，萨克森号加入了德国舰队，主要的任务是针对法国和俄国进行海岸防御——这两个国家被认为是德国在欧陆战争中最有可能的敌人。随着1890年代初与俄国的紧张关系加剧，促使海军司令部制定出更多具有攻击性的应变策略。这为每年夏季的舰队演习奠定了基础，萨克森号也参加了这些演习。1887年，它还出席了连接基尔和北海的威廉皇帝运河开凿典礼。
海军上校棣德利自1889年开始担任萨克森号舰长。作为出席考斯帆船周的组成部分，舰只于同年参加了对朴茨茅斯的友好访问。英国之旅过后，萨克森号又和舰队余部进行了每年一度的夏季演练。1890年2月27日15:45，萨克森号于大雾天气中在基尔外围擱淺。搁浅使得船底凹陷，并撕裂了船身。尽管如此，舰只于3月2日仍然得以在涨潮时松脱。之后的维修工作持续了两周。1891年，帝国海军终止了在冬季让舰队停用的做法，而是让前线部队长期服役。舰队也进行了重组，分为各由四艘舰编成的两个总队。萨克森号及其姊妹舰被分配至第一总队，受海军少将汉斯·冯·克斯特指挥。年度训练巡航于4月展开，夏季舰队演习则于8月中旬至9月中旬举行。直至1894年，这项演习都是以在北海和波罗的海的防御行动为核心。
自1896年起，萨克森号开始在基尔帝国船厂的旱坞接受全面的现代化改造。舰只的整个推进系统，包括螺旋桨、锅炉和蒸汽机都换装了新设备。单胀蒸汽机被可提供更高性能的复式蒸汽机所取代。通过以钢结构替代木材，萨克森号的重量得以减轻了300吨。四个烟囱被集成至单个大烟囱，并建造了一个受镍钢保护的新司令塔。副炮系统也得到了改进：原87毫米箍炮被88毫米30倍径速射炮所取代，并以四挺更新型号的机炮替换了原八挺37毫米机炮。1897年5月1日，萨克森号重新入役进行海试，在此期间，舰只的最高速度达到了13.6節（25.2每小時）。
1901年9月4日，萨克森在随舰队余部进行大规模训练演习时不慎与通报舰守望号发生碰撞。守卫号被撞沉，但其船员得以安全撤离，两舰均无人员伤亡。在当时的演习期间，守卫号试图从萨克森号及其姊妹舰符腾堡号之间穿过。然而，守卫号的舵手却误判了距离，过于紧密地通过萨克森号前侧。萨克森号立即试图改变航向以避免夯撞通报舰，但两舰还是发生了接触。萨克森号的撞角在守卫号船身上撕开了一个大洞，以至于后者开始慢慢下沉。战列舰魏森堡号试图将守卫号拖到浅水区，但守卫号内部的多个舱壁在水压下崩塌，舰只迅速沉没。
1902年，萨克森号撤出现役，被编入预备役总队。它此后一直作为储备舰被闲置，直至1910年2月19日从海军序列中除籍。翌年，萨克森号在施万森被用作舰队的标靶废船。随着德国在第一次世界大战中战败，萨克森号于1918年被售予哈廷根冶炼厂，后者于1919年在威廉港将该舰拆解报废。

## 脚注
注释
1. ↑  SMS表示, 即“陛下之舰”。
2. ↑  所有德国舰船在订购时都会被赋予临时代号；其中新增编入舰队的使用字母代号，而用于替换旧舰的则使用“（旧舰名）替舰”。[7]

引用
1. ↑  Dodson，第23–25頁.
2. 1 2 3 4 5 6 7  Gröner，第8頁.
3. 1 2  Gröner，第7–8頁.
4. 1 2  Gardiner & Chesneau，第245頁.
5. 1 2  Hovgaard，第111頁.
6. ↑  Gröner，第7頁.
7. ↑  Gröner，第56頁.
8. ↑  King，第307頁.
9. ↑  Gottschall，第89頁.
10. ↑  Gottschall，第90頁.
11. ↑  Dodson，第32頁.
12. ↑  Gottschall，第108頁.
13. ↑  "Germany"，第105頁.
14. ↑  Gottschall，第118–121頁.
15. 1 2 3  "Warships and Torpedo-boats"，第222頁.
16. ↑  "Naval Notes: Germany"，第1505–1506頁.